# Министерство сельского хозяйства Туркменистана
Министерство сельского хозяйства Туркменистана  (туркм. Türkmenistanyň oba hojalyk ministrligi)  — орган государственного управления Туркменистана, осуществлявший организационно-методическое и консультационное обеспечение проведения реформы в сельском хозяйстве.
Указом президента от 8 января 2016 года образовано новое Министерство сельского и водного хозяйства Туркменистана путём объединения Министерства сельского хозяйства Туркменистана, Министерства водного хозяйства Туркменистана и ряда государственных объединений.

## Компетенция
Министерство сельского хозяйства осуществляло следующие функции:
- координация деятельности министерств, ведомств, предприятий и организаций всех форм собственности в осуществлении государственной политики в области развития сельского хозяйства;
- реализация решений Президента Туркменистана и Правительства Туркменистана по коренному реформированию сельского хозяйства Туркменистана;
- организационно-методическое руководство и координация проведения реформы в сельском хозяйстве, распространение опыта передовых арендаторов организация их обучения и оказание консультационной помощи;
- перспективное прогнозирование и анализ развития сельского хозяйства Туркменистана для разработки мероприятий в целях полного обеспечения населения страны продукцией собственного сельскохозяйственного производства;
- организация селекции, сортоизучения, выведения посадочного материала и семян, внедрение в производство перспективных туркменских сортов пшеницы, овощных, бахчевых и других сельскохозяйственных культур;
- внедрение высокоурожайных сортов сельскохозяйственных культур, устойчивых к местным условиям;
- разработка и внедрение перспективной агротехники возделывания сельскохозяйственных культур и научно-обоснованных севооборотов;
- организация планирования, выполнения и контроля за проведением мероприятий по защите растений от вредителей, болезней, а также по борьбе с сорняками с целью предупреждения и исключения потерь урожая сельскохозяйственных культур;
- определяет приоритетные направления научно-исследовательских работ в области сельского хозяйства, организует деятельность подведомственных научно-исследовательских учреждений, обеспечивает меры по широкому распространению и внедрению научных разработок включая зарубежные.

## Министры
| No | Имя                       | Назначен   | Уволен     | Причина увольнения            |
| 1  | Мередов, Пайзгельды       | 26.06.1992 | 29.07.1994 | переход на другую работу      |
| 2  | Нурыев, Тагандурды        | 29.07.1994 | 24.04.1996 | переход на другую работу      |
| 3  | Одеев, Пиркули            | 04.12.1996 | 07.07.1997 | за недостатки в работе        |
| 4  | Нобадов, Ата              | 15.12.1997 | 22.05.1998 | министерство упразднено       |
| 5  | Вольмурадов, Курбангельды | 16.07.1998 | 26.01.1999 | за недостатки в работе        |
| 6  | Розыев, Курбанмурад       | 26.01.1999 | 30.06.1999 | по состоянию здоровья         |
| 7  | Бабаев, Сердар            | 30.06.1999 | 06.06.2000 | за недостатки в работе        |
| 8  | Атаев, Аманмухаммед       | 15.06.2000 | 16.01.2001 | за недостатки в работе        |
| 9  | Сапаров, Реджеп           | 16.01.2001 | 10.09.2002 | за недостатки в работе        |
| 10 | Артыков, Рустам           | 10.09.2002 | 15.11.2002 | за недостатки в работе        |
| 11 | Атамурадов, Бегенч        | 15.11.2002 | 25.01.2006 | за недостатки в работе        |
| 12 | Оразгельдыев, Эсенмурад   | 25.01.2006 | 17.03.2010 | за недостатки в работе        |
| -  | Атаев, Мурадклыч          | 17.03.2010 | 09.04.2010 | временно исполнял обязанности |
| 13 | Курбанназаров, Оразмурад  | 09.04.2010 | 10.01.2011 | переход на другую работу      |
| 14 | Байрамов, Мердан          | 10.01.2011 | 06.07.2012 | за недостатки в работе        |
| 15 | Базаров, Реджеп           | 06.07.2012 | 04.04.2014 | переход на другую работу      |
| 16 | Чарлиев, Чарыгельды       | 04.04.2014 | 08.01.2016 | переход на другую работу      |

## Структура
В Минсельхоз Туркмении входили:
- Служба по внедрению в производство достижений науки и техники
- Производственная служба
- Отдел экономического анализа и аудита
- Государственная служба семеноводства и сортоиспытания
- Службы по защите растений
- Служба по земельным ресурсам при Министерстве сельского хозяйства Туркменистана
- Государственная Служба по карантину растений

## Подведомственные органы
- Туркменский сельскохозяйственный университет имени С. А. Ниязова
- НИИ Хлопководства
- НИИ Земледелия
- Проектно-производственное предприятие «Туркменобасенагаттаслама»
- Редакция журнала «Тязе оба»
- Типография
- Детский оздоровительный центр